# Sassola
La sassola o sessola è uno strumento manuale simile a un grosso cucchiaio, fatto di legno, plastica o metallo, che serve per trasferire da un contenitore all'altro polveri, farine, granaglie o oggetti di piccole dimensioni.
In uso nautico viene usata per sgottare le imbarcazioni.